# محمد بن عبد الكريم العيسى
محمد بن عبد الكريم العيسى (ولد 1385 هـ / 1965 م) هو الأمين العام لرابطة العالم الإسلامي من مايو 2016، وشغل قبلها منصب وزير العدل السعودي. أصبح وزيراً للعدل بعد تعيين عبد الله آل الشيخ رئيساً لمجلس الشورى السعودي في عام 1430 للهجرة / 14 فبراير 2009، وحتى إعادة تشكيل مجلس الوزراء السعودي في عام 1436 للهجرة، وفي العام نفسه صدر أمر ملكي بتعيينه مستشارا بالديوان الملكي بمرتبة وزير. ثم اختير في شعبان 1436 للهجرة أميناً عاماً لرابطة العالم الإسلامي خلفاً للدكتور عبد الله بن عبد المحسن التركي. صدرت الموافقة الملكية بتكليف الدكتور العيسى بالخطبة والصلاة ليوم عرفة في حجِّ عام 1443هـ بمسجد نمرة بمكة المكرمة، ليكون بذلك الخطيب الثالث عشر من خطباء عرفة في العهد السعودي.

## ولادته وتحصيله
ولد في السعودية عام 1385 للهجرة. حصل على بكالوريوس في الفقه الإسلامي المقارن من جامعة الإمام محمد بن سعود الإسلامية، وعلى ماجستير في الدراسات القضائية المقارنة من المعهد العالي للقضاء بجامعة الإمام، ثم على دكتوراه في الدراسات القضائية المقارنة من المعهد العالي للقضاء بجامعة الإمام بمرتبة الشرف الأولى مع التوصية بطبع الرسالة وتداولها بين الجامعات.
تواصل مع عدد من المؤسسات العلمية والبحثية داخل المملكة وخارجها في مباحث القانون العام (القانون الإداري والقانون الدستوري) وتعزيز الجانب التطبيقي لديها من واقع مبادئ القضاء الإداري في السعودية. وحصل على العديد من الدورات التَّدريبية في القضاء والإدارة القضائية، وشارك في الكثير من لقاءات العمل الحقوقية داخل السعودية وخارجها.

## عضوياته
- عضو هيئة تدريس بالدراسات العليا بجامعة الإمام - المعهد العالي للقضاء.
- عضو هيئة تدريس في قسم «القانون العام» في كلية الحقوق والعلوم السياسية في جامعة الملك سعود
- عضو سابق في اللجنة الوزارية العليا
- عضو سابق المجلس الأعلى للشؤون الإسلامية بالمملكة العربية السعودية.
- اختير عضواً في هيئة كبار العلماء بالمملكة العربية السعودية منذ عام 1434هـ/ 2013م.
- عضو الجمعية الفقهية السعودية.
- عضو ـ سابق ـ في الاتحاد العربي للتحكيم الدولي بجامعة الدول العربية.
- عضو لجنة تطوير قسم الأنظمة بجامعة الملك سعود.

## مناصبه

### مناصبه السابقة
- قاضي محكمة تمييز.
- باحثاً علمياً في الأمانة العامة لهيئة كبار العلماء.
- نائب رئيس ديوان المظالم بدرجة رئيس محكمة تمييز في عام 2007م
- وزير العدل في عام 2009م
- رئيس المجلس الأعلى للقضاء 2012م
- نائب رئيس مجلس أمناء الجمعية العربية للقضاء الإداري بجامعة الدول العربية.

### مناصبه الحالية
- رئيس فخري لمجلس وزراء العدل العرب 2012
- رئيس المكتب التنفيذي لمجلس وزراء العدل العرب.
- رئيس مجلس إدارة الهيئة العامة للولاية على أموال القاصرين ومن في حكمهم.
- مشرفا عاما على مركز الحرب الفكرية في وزارة الدفاع.
- رئيس المجلس الاستشاري لكلية الحقوق والعلوم السياسية بجامعة الملك سعود.
- مستشار في مجلس الوزراء السعودي.
- أمين عام رابطة العالم الإسلامي منذ 2016.
- عضو هيئة كبار العلماء منذ 2016.
- انتخب في أبريل 2019 رئيسا لرابطة الجامعات الإسلامية.

## أعماله في ديوان المظالم السعودي
- رئاسة لجنة التعاملات الإلكترونية.
- رئاسة اللجنة العلمية الدائمة للتحكيم.
- رئاسة لجنة إعداد اللوائح التنفيذية لنظام الديوان.
- شارك ممثلاً لديوان المظالم في إعداد وصياغة قانون السلطة القضائية السعودي وقانون مرافعاته في القضاء العام والقضاء الإداري.

## مؤلفاته
- التأخير وأحكامه في الفقه الإسلامي - رسالة علمية أوصت لجنة المناقشة والحكم بطباعتها وتداولها بين الجامعات.
- أحكام غير المسلمين في مجلس القضاء الشرعي.
- تأسيس الحكم القضائي: محكم.
- الصياغة التنظيمية وتطبيقاتها في المملكة العربية السعودية.
- محاضن في الفكر والمنهج.
- البطلان الإجرائي في الفقه ونظام المرافعات الشرعية: (ورقة عمل طبعتها وزارة العدل).
- الاعتداء الجنائي بالأدواء النفسية والعقلية: (ورقة عمل).
- قراءة في الآلية التنفيذية لنظام ديوان المظالم: (ورقة عمل).
- الرقابة الدستورية في المملكة العربية السعودية: دراسة تطبيقية لتقرير مفهوم الرقابة الدستورية في المملكة بشقيها السياسي والقضائي، مع تقرير فكرة التدرج التشريعي في رقابة الامتناع من واقع السوابق القضائية.

## نشاطاته
- قام بإصلاحاتٍ في القضاء السعودي وتبنى مشروع تقنين الأحكام القضائية الذي كان مرفوضاً في السابق لكنه استطاع إقناع الدولة بأن تتبناه، كما استطاع إقناع أكثرية زملائه من أعضاء هيئة كبار العلماء بعدم معارضته حتى صدر قرارها بالموافقة عليه ملغية بذلك قرارها السابق الرافض قبل ثلاثين عاماً، وهي الهيئة التي تمثل أكبر مرجعية دينية سعودية رسمية.
- شهد عهده في وزارة العدل إصدار أول رخصة محاماة للمرأة السعودية.
- وصفه الباحث في جامعة هارفارد مجيد رفيع زاده بأنه «نجم صاعد ذو شخصية ملهمة» حيث كتب في مقال نشره موقع هافنغتون بوست؛ أن أمين عام رابطة العالم الإسلامي الجديد «يبذل جهوداً جبارة في تأكيد القيم الحقيقية للإسلام» لافتاً إلى تحذيره من «فرض الآراء على الناس قسراً» معتبراً أن ذلك يأتي في سياق جهود المملكة العربية السعودية في مكافحة التطرف والإرهاب.
- سلطت صحيفة «لو بوان» الفرنسية على التقاء د.العيسى بممثلي مختلف الأديان والطوائف في لبنان، معتبرةً ذلك جزءًا من سياسةِ تحوّلٍ تنفّذها المملكة العربية السعودية لتفعيل قيم التعايش والسلام بين الشعوب وتعزيز توجهات الوسطية والاعتدال.
- منحته الحكومة الماليزية في عام 2017 أعلى أوسمتها وأعلى ألقابها وهو وسام فارس الدولة بلقب داتو سري لجهوده في نشر الوسطية حول العالم.
- تبنى دعوة الجاليات الإسلامية في البلدان غير الإسلامية إلى احترام دساتير وقوانين وثقافة البلدان التي يعيشون فيها، وأن تكون مطالبتهم بخصوصياتهم الدينية وفق القوانين وبالطرق السلمية وأن عليهم احترام القرار النهائي الذي يفصل في مطالبتهم سواء كان تشريعياً أو قضائياً داعياً مَن لم يرضى بذلك إلى مغادرة البلد دون أن يحمل أي نوع من الكراهية للبلد بسبب رفض خصوصيته الدينية، محذراً من أن أي تجاوز لهذه التعليمات التي أعلنها للجالية المسلمة باسم رابطة العالم الإسلامي تُعتبر مخالفة لأحكام الإسلام ومسيئة لسمعته قبل أن تسئ للأشخاص أو المؤسسات التي تتبناها عن طريق الخطأ باسم الإسلام. [7]
- تخصص أكاديمياً في الشريعة والقانون الدستوري والإداري وله مؤلفات ومقالات في الشريعة والقانون والعديد من القضايا الفكرية. كما درّس مادة الشريعة والقانون في بعض الجامعات السعودية وأشرف وناقش العديد من رسائل الدكتوراه والماجستير، وألقى العديد من المحاضرات في جامعات عالمية ومؤسسات فكرية عالمية.
- قام بعدة جولات في الولايات المتحدة الأمريكية وعدد من البلدان الأوربية ملتقياً رجالات القضاء والقانون والحقوق والبرلمانيين وكان لها ـ حسب الترجمة الإعلامية ـ انعكاس إيجابي في شرح دورالشريعة الإسلامية في القضاء السعودي، كما كان لها اثر في تقريب وجهات النظر بين المملكة ورجال القضاءوالحقوق في تلك البلاد وازالة بعض اللبس حول الكثير من الملفات الساخنة في العدالة والحقوق.
- العيسى ضيف دائم على برنامج (في الآفاق) الذي يعرض أسبوعياً على قناة MBC من 2020.

## وصلات خارجية
- 8. موقع رابطة العالم الإسلامي – السيرة الذاتية للأمين العام

| سبقه عبد الله بن محمد بن إبراهيم آل الشيخ | وزير العدل السعودي 1430هـ ~ 1436 هـ - | تبعه وليد بن محمد بن صالح الصمعاني |